# Witte Molen (Lissewege)
De Witte Molen is een voormalige windmolen in het tot de West-Vlaamse gemeente Brugge behorende dorp Lissewege, gelegen aan het Lisseweegs Vaartje 132.
Deze ronde stenen molen was van het type grondzeiler en fungeerde als korenmolen en oliemolen.

## Geschiedenis
De molen werd in 1855-1856 gebouwd als oliemolen. Hij had geen voorganger. Vanaf 1907 werd de molen enkel als korenmolen gebruikt. In 1945 werd het windbedrijf stopgezet. De molen raakte in verval en, hoewel hij in 1962 werd beschermd als monument, ging het verval steeds verder. In 1969 werd het wiekenkruis verwijderd. Het verval ging steeds verder en in 1990 werd de bescherming wegens verregaande verwaarlozing opgeheven. In 1991 werd het binnenwerk verwijderd en in 1993 werd de molenromp geheel gesloopt, waarna Lissewege geen molen meer bezat.